# Király Linda
Király Linda (New York, New York, 1983. február 28. –) amerikai születésű magyar énekesnő.

## Életrajz
New Yorkban, Bronxban született. Nyolcéves kora óta énekel Amerikában, iskolájában számos Broadway-siker adaptációban kapott szerepet (pl. 42nd Street, Annie). Klasszikus zenei tanulmányait tizenkét évesen kezdte a Performing Art Institute of Long Islandben. Ettől kezdve különböző tv-műsorokban lépett fel: Long Island Tillys Center, Warner Channel 11 TV Show stb. A Fame című amerikai filmmusicalben szereplő művészeti iskolához hasonló rendszerű Boces Cultural Arts Center 600 jelentkezőből választotta ki. Mire felnőtt, az Amerikai Egyesült Államok és Anglia számos zeneszerzője és producere kereste meg, hogy együtt dolgozzanak vele.
1999-ben Linda és családja Magyarországra költözött. Édesapja, Király Tamás az Universal dobosa volt 1972 és 1982 között (ami elsősorban Kovács Kati kísérőzenekaraként volt ismert); de dobosként feltűnt a Color nevű formációban is, egy ideje pedig az EMI lemezkiadó kreatív igazgatójaként tevékenykedik. Édesanyja, Király Gabriella a Cini és a tinik nevű együttes énekesnője volt. Egyik öccse, Király Viktor szintén énekes, a Megasztár negyedik, 2008-as szériájának győztese. Másik öccse, Király Benjamin hobbi szinten foglalkozik zenéléssel.
Linda 2001-től Komlóssy Erzsébet tanítványa volt. Tizenhét évesen a Dívák éjszakája című produkcióban kapott szerepet a Budai Parkszínpadon és a Pesti Vigadóban. Két filmbetétdal feléneklésére is felkérték: Vademberek és Szerelem utolsó vérig. Utóbbit és a Két szív című dalt Presser Gábor készítette el és kizárólag csak Linda hangjára hangszerelte fel. A Szerelem utolsó vérig nagy sikereket ért el az országban. Innentől kezdve Magyarországon befutott sztárként kezelték.
Nem sokkal ezek után Linda felénekelte a Big Brother főcímdalát, mely két hét alatt dupla platinalemez lett. Megkapta az Andrew Lloyd Webber által írt Az operaház fantomja főszerepét, Christine-t. 2003 decemberében megjelent első albuma mely a #1 címet kapta. A dalok egy része angol, egy része magyar nyelvű. Linda olyan producerekkel dolgozott együtt mint például Mousse T. (aki Tom Jones Sexbomb című dalát írta), Errol Rieds és Denzel Foster. Presser Gábor is írt dalt az albumra.
Két kislemez jelent meg az albumról: a Holla és az És mégis. 2004-ben a magyarországi Disney megkérte, hogy énekelje fel az A legelő hősei című animációs film magyar változatú betétdalát, ezt követően felkérték még, hogy énekeljen az athéni olimpia tiszteletére duettet Gáspár Lászlóval.
Népszerűsége csorbát szenvedett, amikor 2002-ben egy kosárlabda-mérkőzés előtt nem tudta elénekelni a Himnuszt – édesapja segítette ki. Király Linda később bocsánatot kért. A kérdéses felvétel online felhasználásának kizárólagos jogait 2014. február 4-től a Crown Bt. szerezte meg, melynek ügyvezetője, Király Tamás jogi következmények kilátásba helyezésével letiltotta a felvétel megjelenítését az internetes honlapokon.
2004 őszén Londonba költözött, hogy elkészítse első teljesen angol nyelvű albumát. Livingstone Brownnal kezdett el először dolgozni, akinek annyira megtetszett Linda hangja és személyisége, hogy felhívta Jonathan Shalit. Shali, miután hallotta énekelni Lindát, lemezszerződést ajánlott neki. Ezután elkezdődtek a munkálatok, míg végül az amerikai Universal Music a demófelvételek meghallgatása után ötéves lemezszerződést ajánlott Lindának. Első nemzetközi nagylemeze elkészítésében olyan producerek segédkeznek, mint például Rodney Jerkins és D'Mile. Az első kislemezdal, a Can’t Let Go 2007 júliusában került az amerikai rádiókhoz. A magyar rádiókban 94 hétig szerepelt a Top 40 játszási listában,  2008-ban az év legjátszottabb hazai dala lett a Mahasz összesített rádiós listája alapján.
2008-ban Iminluvwichoo címmel duettet énekelt fel az amerikai R&B és soul énekes Eric Benét-vel. A dal A legjobb R&B album kategóriában Grammy-díjra jelölt Love & Life című Eric Benét-albumon jelent meg.
Két kitűnő dzsesszmuzsikus, Csepregi Gyula szaxofonművész és Rátonyi Róbert zongoraművész 2009-ben megjelent Szomorú vasárnap című albumán a címadó dalt énekli magyar és angol nyelven (Gloomy Sunday).
2010. január 1-jén fellépett Mága Zoltán újévi koncertjén a Papp László Budapest Sportarénában. A második alkalommal megrendezett, sztárokkal és különleges színpadi megoldásokkal fűszerezett előadást tízezernél többen tekintették meg.
Több további slágert vett fel Magyarországon, mint például a The Fugees alapítójával, Pras-zal és Roy Hamiltonnal közösen készített „Untried”-et (mellyel később testvéreivel együtt az Eurovíziós dalfesztivál hazai döntőjébe került a legjobb 4 között), a Grammy-díjas Drew & Shannon producer párossal készített „Love Is Overrated”-et vagy a Viktorral készített „Move Faster”-t.
2014-ben bekerült A Dal 2014 eurovíziós nemzeti dalválasztó show elődöntőjébe Everything című dalával. Ugyanebben az évben felénekelte az első magyar nyelvű dalát 10 év után, a „Ne félj, babám”-at, mely Fitos Viktor és Valla Attila szerzeménye. 
Dalszerzőként is sikeres: számos nemzetközi előadónak írt már dalt, melyek közül a legismertebb a Bob Sinclar számára írt Groupie, melyet már több mint 6 milliószor néztek meg a YouTube-on.
2016-ban szerepelt a TV2 nagy sikerű Sztárban sztár, illetve Tabatabai Nejad Flóra partnereként a Sztárban sztár +1 kicsi című műsorában.

## Diszkográfia

### Albumok
| Év   | Album | Legmagasabb helyezés                   | Minősítés |
| Év   | Album | MAHASZ Top 40 album- és válogatáslemez | Minősítés |
| ---- | ----- | -------------------------------------- | --------- |
| 2003 | No. 1 | 19                                     |           |

### Kislemezek
- Szerelem utolsó vérig (2002)
- Clubsong (2003)
- Holla (2004)
- És mégis (2004)
- Olimpiai dal 2004 feat. Gáspár László (2004)
- Játszom, ahogyan lélegzem feat. Charlie (2006)
- Can’t Let Go (2007)
- Love Is Overrated (2011)
- Runaway ( Beautiful Tragedy) (2013)
- Everything (2014)

### Slágerlistás kislemezek
| Év                  | Kislemez                                                               | Legmagasabb helyezés   | Legmagasabb helyezés | Legmagasabb helyezés | Legmagasabb helyezés         | Legmagasabb helyezés | Album        |
| Év                  | Kislemez                                                               | Mahasz Editors’ Choice | Mahasz Rádiós Top 40 | Mahasz Dance Top 40  | MAHASZ Single (track) Top 10 | EURO 200             | Album        |
| ------------------- | ---------------------------------------------------------------------- | ---------------------- | -------------------- | -------------------- | ---------------------------- | -------------------- | ------------ |
| 2003                | Clubsong                                                               | 20                     | 7                    |                      | 2                            |                      | No. 1        |
| 2004                | És mégis                                                               |                        | 25                   |                      |                              |                      | No. 1        |
| 2004                | Olimpiai dal 2004 feat. Gáspár László                                  |                        | 11                   |                      | 2                            |                      | No. 1        |
| 2006                | Játszom, ahogyan lélegzem feat. Charlie                                | 31                     | 5                    |                      |                              |                      |              |
| 2007                | Can’t Let Go                                                           |                        | 4                    |                      | 2                            | 178                  | Linda Király |
| 2012                | Untried feat. Király Viktor és Ben                                     | 32                     | 6                    |                      |                              |                      | Untried      |
| 2013                | Runaway (Beautiful tragedy)                                            | 24                     | 6                    |                      |                              |                      |              |
| 2014                | Álmodd meg a csodát! (km. Radics Gigi, Király Viktor, Bereczki Zoltán) | 15                     | 7                    |                      |                              |                      |              |
|                     |                                                                        | Összesítés             |                      |                      |                              |                      |              |
| 1. helyezett számok |                                                                        |                        |                      |                      |                              |                      |              |
| Top 10-be bekerült  | Top 10-be bekerült                                                     |                        | 6                    |                      | 3                            |                      |              |
| Top 40-be bekerült  | Top 40-be bekerült                                                     | 5                      | 8                    |                      | 3                            |                      |              |

### Interjúk
- Ha bújhatok, nem kell több – interjú Király Lindával (Blikkrúzs, 2011. október 14.)